# 蝋
蝋（蠟、ろう）、あるいはワックス (wax) は、融点の高い油脂状の物質（ワックスエステル）。多くの場合、室温では軟らかく滑らかな固体で、水の沸点 (100℃) より低い融点を持ち、気体はよく燃焼する。

## 概要
広義の蝋は、主に動物の油脂、植物の油脂などから採取されるが、近年は石油の原油を分留して得られる蝋質の炭化水素であるパラフィン系のワックスが主に用いられる。狭義の蝋であるワックスエステルは、化学的にも合成されている。
広義の蝋は室温で固体であるために扱いやすく、加熱すると比較的低い温度で融解し、気化すると容易に燃焼することから、古来蝋燭（）として照明に用いられてきた。さらに水分を弾くことや潤滑性があることなどから、蝋燭以外にも様々な用途に用いられている。
また、動物の油脂の中でもシーラカンスなどの深海魚や同様に深海性のマッコウクジラの肉にも油脂としてワックスは含まれるが、ワックスエステルはヒトの消化酵素で加水分解できないため、これらの肉を食べると下痢になる恐れがあり、そういった魚のうちのバラムツとアブラソコムツは日本国内では食品衛生法によって販売が禁止されている。深海魚#深海魚の利用も参照。
なお、金属同士の接合に使う合金の「ろう」は「鑞」と表記される。こちらについてはろう接を参照。

## 主な蝋・ワックス
ここでは実用上蝋と呼ばれている、広義の蝋を紹介する。便宜上、古来日本でも用いられて日本文化になじんだ動植物由来のものを日本語（漢語）の「蝋」、近現代になって日本社会に登場し、古くからの日本文化とのなじみの薄い鉱物・石油など由来の物を英語由来の外来語である「ワックス」としたが、英語では全て"wax"である。

### 植物系蝋

#### 木蝋（生蝋、Japan wax）
ハゼ蝋（Japan wax）
ハゼノキの果実から作られる蝋。主として果肉に含まれるものであるが、果肉と種子を分離せずに抽出したものでは種子に含まれるものとの混合物となる。伝統的には蒸篭で蒸して加熱した果実を大きな鉄球とこれがはまり込む鉄製容器の間で圧搾する玉締め法が、近代工業的には溶媒抽出法が用いられる。和蝋燭や木製品のつや出しに用いられる。
日本では主に島原半島などの九州北部や四国で生産されている。日本以外では"Japan wax"と呼ばれ、明治・大正時代には有力な輸出品であった。21世紀初頭の現在において海外で人気が復活しているが、日本国内での生産量は減少の一途で、特に良質の製品が得られる玉締め法を行っている生産者は長崎県島原市にわずかに残るのみである。
木蝋の主成分はワックス・エステルではなく、化学的には中性脂肪である。
主成分はパルミチン酸 CH3(CH2)14COOH のトリグリセリド。
ウルシ蝋
ハゼノキと近縁なウルシの果実からもハゼ蝋と性質のよく似た木蝋が得られる。
江戸時代、東北など東日本が主産地だったが、ハゼ蝋に押され、現在の日本ではほとんど生産されていない。漆も参照。なお、ハゼ・ウルシともにウルシ科の植物である。
主成分はハゼ蝋と同じパルミチン酸グリセリド。

#### その他植物系
カルナウバ蝋（カルナバ蝋、Carnauba wax）
ブラジルロウヤシ Copernicia prunifera の葉の表面を覆う蝋。大理石のような光沢を呈するが、非常に堅く天然のワックス・エステルを主成分とする蝋では最も融点が高い部類に属する。この性質を緩和する場合は、蜜蝋など他の蝋と混ぜて使われる。錠剤のコート剤やカーワックスの主原料として知られる。主産地はブラジル。凝固点は82℃。
主成分は、セロチン酸ミリシル CH3(CH2)24COO(CH2)29CH3 とミリシルアルコール。
サトウキビ蝋
サトウキビの葉や茎の表面を覆っている蝋で、砂糖の生産に際し、茎から糖分を絞った後のかすから抽出される。
主成分は蜜蝋と同じパルミチン酸ミリシル CH3(CH2)14COO(CH2)29CH3
パーム蝋（Palm wax）
アブラヤシの幹から採取される無臭、固体の蝋。アンデス地方、特にコロンビアで生産されている。凝固点は100℃と高い。
主成分はパルミチン酸ミリシルであり、不純物が少ない。
カンデリラ蝋
主にメキシコに産するカンデリラ Euphorbia antisyphilitica の茎から分離した油脂を精製して得られる蝋。
ホホバ油（Jojoba oil）
外観は植物油脂同様の常温液体であるが、化学的な性質は全く異なり、成分のほとんどはワックスエステルからなる。
植物油脂のように容易に酸化せず、安定性に富む。肌なじみがよく、化粧用としての利用が多い。
常温液体のワックスエステルとしてマッコウクジラ油の代替となりうる。

### 動物系蝋
バラムツ
蜜蝋（ビーズワックス）
蜜蝋はミツバチが巣を作る際、腹部腹板にある蝋腺という器官から分泌する蝋。ミツバチの巣の主成分で、これを加熱・融解して得られる。精製すると無臭になるが、精製前には蜂蜜のような甘い香りがする。絵具や化粧品、クリーム、蝋燭、石鹸の材料となる。融点は61-66℃。不飽和脂肪酸をほとんど含まない。ヨウ素価は5 - 13と狭義の蝋のなかでも最も低い。
主成分は、セロチン酸 CH3(CH2)24COOH と、パルミチン酸ミリシル。
鯨蝋
マッコウクジラの頭部にある鯨蝋器官内の脳油から、鯨油を分離した残りの無臭の固体蝋。捕鯨禁止までは蝋燭や化粧品の材料などとして用いられた。英語で“spermaceti”（クジラの精子）と呼ばれているのは脳油の外見からの誤解に由来する。代表的な液体蝋である。他の蝋と比べて、蝋を構成する脂肪酸の分子量が小さく（鹸化価は118 - 135）、さらに不飽和脂肪酸の比率は最も低い（ヨウ素価は3.9 - 9.3）。凝固点は42 - 52℃。
主成分はパルミチン酸セチル CH3(CH2)14COO(CH2)15CH3
マッコウクジラ油
マッコウクジラ頭部に含まれる液体蝋。鯨蝋とは異なり、不飽和脂肪酸の比率が蝋としてはもっとも高い（ヨウ素価は71 - 86）。成分構成は他の蝋と比べ複雑である。オレイン酸、セチルアルコール、まっこう酸、パルミチン酸などを含む。
鯨蝋（ツチクジラ油）
ツチクジラから取れる蝋。マッコウクジラ油とは異なり、固体蝋（凝固点-18度）である。脂肪酸の分子量はマッコウクジラ油以下で、鹸化価は200に達する。成分の構成はオレイルアルコールやセチルアルコールなど。
イボタ蝋
カイガラムシの一種・イボタロウムシ（イボタノキなどモクセイ科の樹木に寄生する）の雄幼虫がイボタノキの枝の周囲に群生して分泌した棒状の蝋塊より得られる蝋。固く融点が高い。木製品や生糸のつや出し、襖や障子の滑りをよくするためなど。掛軸や巻物の裏側にすり込んで巻き取りやすくしたり、微粉末として古いSPレコードの再生を助けるためにも用いられる。
羊毛蝋
羊毛の表面を覆う脂質に含まれる無臭の蝋成分。セリルアルコールやミリスチン酸からなる。凝固点は30-40℃。

### 鉱物系ワックス
狭義の蝋ではない。
モンタンワックス
褐炭より溶剤抽出で作られる。他と異なり長鎖エステル、遊離高級脂肪酸、アルコール、レジン質などが主成分の複雑な組成となっている。プラスチックの滑剤、カーワックスの乳化剤などとして用いられる。

### 石油系ワックス
狭義の蝋ではない。
パラフィンワックス
原油から精製される直鎖状炭化水素（ノルマルパラフィン）が主成分。20世紀以降、上記の動植物由来の蝋に替わって広く用いられている。原油からは主に減圧蒸留留出油から分離精製される。
マイクロワックス
マイクロクリスタリンワックスともいう。パラフィンワックスと同じく原油から精製されるが分岐炭化水素（イソパラフィン）が主成分で飽和環状炭化水素も含む。マイクロワックスは名前の通り結晶が微細であり、炭素数も多くより高融点である。このためパラフィンワックスと異なる特性を持ち用途も異なる。原油からは主に減圧蒸留留出油の重質留分や残渣油から分離精製される。

### 合成ワックス

#### 炭化水素系
狭義の蝋ではない。炭化水素を化学合成して作られる。
FTワックス
フィッシャー・トロプシュ法を介して天然ガスなどから得られる。パラフィンワックスと同じ直鎖状炭化水素で同様の用途で利用されている。また天然ガスから液体燃料などを作り出すGTLの原料などとしても利用されている。
ポリエチレンワックス・ポリプロピレンワックス
エチレンの重合・熱分解などで作られる。

#### その他
天然由来の原料を化学合成したもので常温で固体のものを合成ワックスと称することがある。脂肪酸エステル・アミン、硬化油などの一部。

## 主な用途
- ろうそく
- ろうけつ染め
- つや出し
- 潤滑剤
- 造形（蝋人形や ロストワックス鋳造の原型など）